# Flentrop Orgelbouw

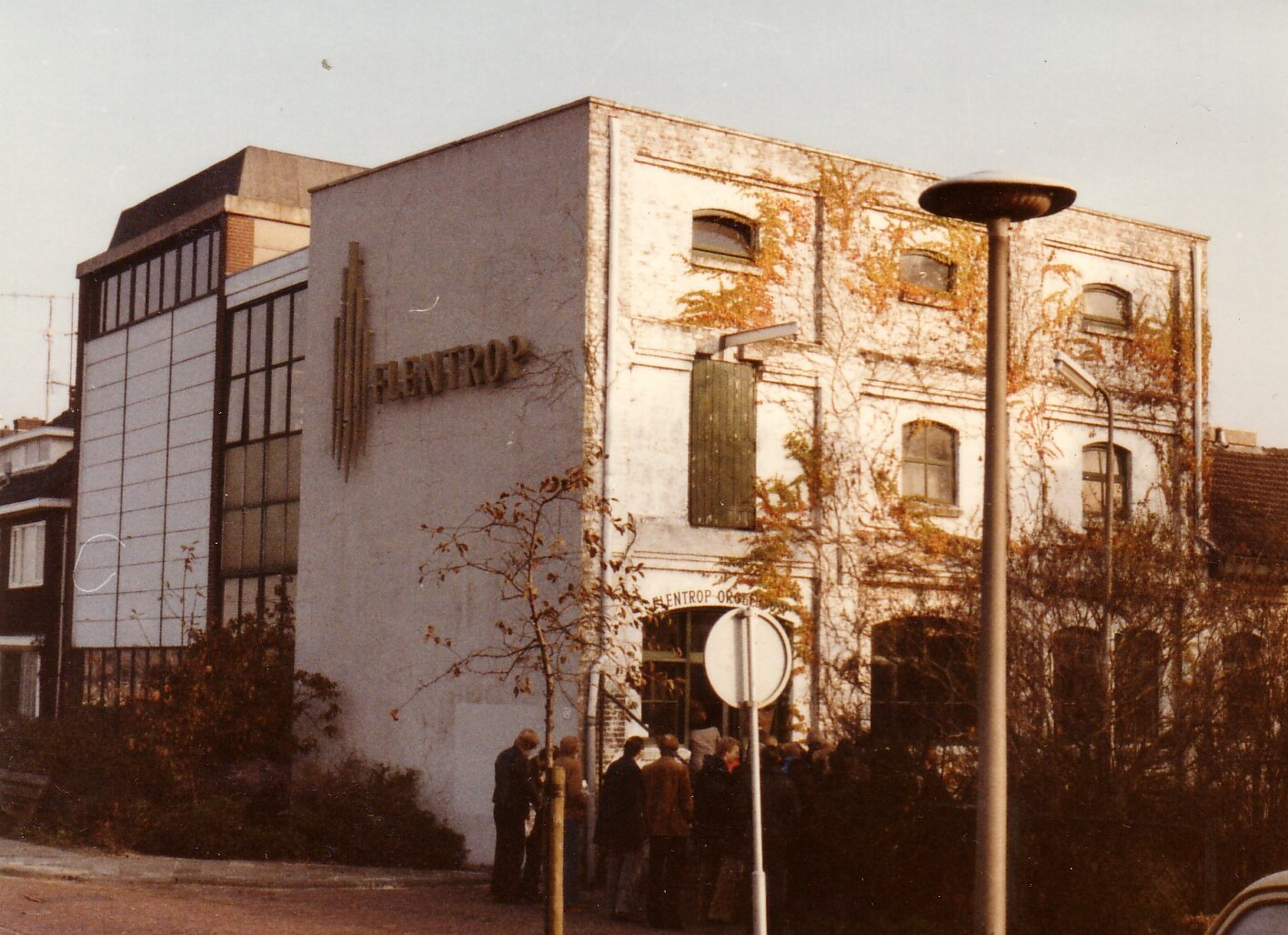
Zentrale in Zaandam (1978)

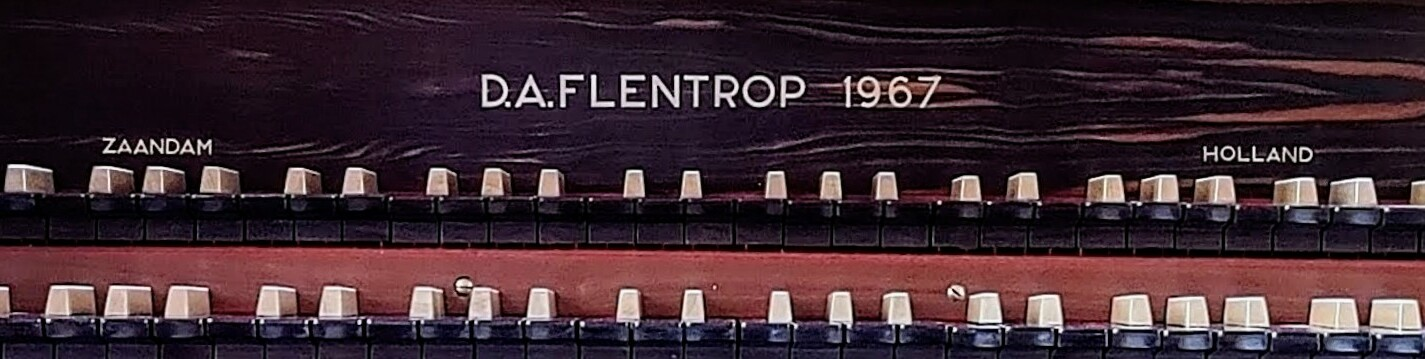
Erbauerschriftzug in Osnabrück

Flentrop Orgelbau ist ein niederländisches Orgelbauunternehmen mit Sitz in Zaandam. Die Werkstätten für die Metall- und Holzverarbeitung befinden sich in Koog aan de Zaan. Die Firma hat seit ihrer Gründung im Jahr 1903 mehr als 400 Orgeln gebaut und zahlreiche Instrumente exportiert. Neben Orgelneubauten ist das Unternehmen im Bereich der Restaurierungen tätig. Im Jahr 2013 wurde die Rekonstruktion der Orgel der Hamburger Hauptkirche Sankt Katharinen abgeschlossen.

## Geschichte
Hendrik Wicher Flentrop (1866–1950) begründete das Unternehmen im Jahr 1903. Flentrop war Organist in Zaandam und gründete eine Klavier- und Orgelfirma. Er war ein Pionier im historisch orientierten Orgelbau. Sein Ziel war die Rückführung von Orgeln auf ihren ursprünglichen Zustand statt Anpassungen an den Zeitgeschmack. Ab 1922 stand er in Kontakt mit Albert Schweitzer. Vater und Sohn Flentrop wurden von der Orgelbewegung beeinflusst und favorisierten die mechanische Traktur und die Schleiflade.
Im Jahr 1940 übernahm der Sohn Dirk Andries Flentrop, der bei Frobenius Orgelbyggeri den Orgelbau erlernt hatte, die Geschäftsführung. Unter seiner Leitung wurden bedeutende Orgeln restauriert, wie beispielsweise die beiden Orgeln der Laurenskerk in Alkmaar, die Schnitger-Orgel der Sint-Michaëlskerk in Zwolle und die historische Orgel der Kathedrale in Mexiko-Stadt.
Johannes Antonij Steketee (1936–2010) leitete die Firma von 1976 bis 1998 und erhielt zunehmend internationale Aufträge, wie beispielsweise die größte Orgel der Holy Name Cathedral in Chicago mit über 71 Registern auf vier Manualen. Sein Nachfolger war Cees van Oostenbrugge (1947–2008). Nach seinem Tod übernahm Frits Elshout (* 1952) die Gesamtleitung der Firma, die 2016 an Erik Winkel (* 1971) überging.

## Werkliste (Auswahl)
| Jahr            | Ort                       | Gebäude                                 | Bild | Manuale | Register | Anmerkungen |
| --------------- | ------------------------- | --------------------------------------- | ---- | ------- | -------- | --- |
| 1939, 1994–2000 | Alkmaar                   | Laurenskerk, kleine Orgel               |      | II/P    | 15       | Restaurierung der Orgel von Johann von Koblenz (1511), Claes Willemszoon (1545) und Johannes Duyschot (1685); Restaurierung durch Flentrop auf Zustand von 1651 |
| 1955            | Solingen-Ohligs           | St. Joseph, Chororgel                   |      | I/P     | 8        | seit 2024 in der Kirche, vorheriger Standort unbekannt |
| 1953–1955       | Zwolle                    | Sint-Michaëlskerk                       |      | IV/P    | 63       | Restaurierung der Schnitger-Orgel (1721) |
| 1959            | Landskrona                | Sofia Albertina kyrka                   |      | IV/P    | 53       | Neubau |
| 1959            | Lingen (Ems)              | Kreuzkirche                             |      | II/P    | 21       | überholt 1999 → Orgel |
| 1961            | Malmö                     | Sankt Andreas Kyrka                     |      | III/P   | 41       | Neubau |
| 1960            | Hamburg-Bahrenfeld        | Paul-Gerhardt-Kirche                    |      | II/P    | 24       | Neubau |
| 1964            | Lissabon                  | Catedral Sé Patriarcal                  |      | IV/P    | 51       | Neubau |
| 1965            | Wolfsburg                 | Heilig-Geist-Kirche und Gemeindezentrum |      | II/P    | 20       | Neubau |
| 1965            | Berlin-Schöneberg         | Paul-Gerhardt-Kirche                    |      | III/P   | 36       | Neubau |
| 1965            | Seattle                   | Saint Mark’s Episcopal Cathedral        |      | IV/P    | 58       | Neubau |
| 1967            | Osnabrück                 | St. Marien                              |      | IV/P    | 47       | Neubau; überholt 1998 und 2013 → Orgel |
| 1968            | Vlissingen                | Sint Jacobskerk                         |      | III/P   | 35       | Neubau |
| 1968            | Rotterdam                 | Konzertsaal De Doelen                   |      | V/P     | 70       | Neubau |
| 1969            | Breda                     | Onze-Lieve-Vrouwekerk                   |      | IV/P    | 53       | Neubau hinter historischem Prospekt und unter Einbeziehung alter Register                                                                                       |
| 1971            | Hamburg-Wohldorf-Ohlstedt | Matthias-Claudius-Kirche                |      | II/P    | 15       | Neubau |
| 1974            | Linz                      | Brucknerhaus                            |      | III/P   | 51       | Neubau; abgebaut 2018, neues Werk von Rieger, Prospekt erhalten (Bild)                                                                                          |
| 1974            | Oberlin (Ohio)            | Oberlin College, Warner Concert Hall    |      | III/P   | 44       | Neubau einer Konzertorgel |
| 1975            | Schiedam                  | Janskerk                                |      | III/P   | 39       | Neubau hinter historischem Prospekt von Hendrik Niehoff (vor 1553)                                                                                              |
| 1976            | Durham (North Carolina)   | Duke Chapel                             |      | IV/P    | 65       | Neubau |
| 1977            | Mexiko-Stadt              | Kathedrale, Evangelienorgel             |      | IV/P    | 55       | Restaurierung der Orgel von J. de Sesma und T. Sans (1696) und Joseph Nasarre (1734)                                                                            |
| 1980            | Tokio                     | Seitoku College Matsudo                 |      | III/P   | 56       | Neubau einer Konzertorgel im klassischen Stil in einem Schulkomplex                                                                                             |
| 1983–1984       | ’s-Hertogenbosch          | St.-Johannes-Kathedrale                 |      | III/P   | 48       | weitgehende Rekonstruktion der Orgel von Florentius Hocque (1618–1634) und Antonius Friedrich Gottlieb Heyneman (1787)                                          |
| 1982–1986, 2015 | Alkmaar                   | Laurenskerk, große Orgel                |      | III/P   | 56       | Restaurierung der Orgel von Galtus, Germer und Jacobus van Hagerbeer (1646)                                                                                     |
| 1987            | Taipeh                    | Chung Cheng Memorial Hall               |      | III/P   | 59       | Neubau einer Konzertorgel |
| 1988            | Chicago                   | Holy Name Cathedral                     |      | IV/P    | 71       | Neubau |
| 1989            | Emlichheim                | Ev.-altref. Kirche                      |      | II/P    | 19       | Neubau |
| 1990            | Dunblane                  | Dunblane Cathedral                      |      | III/P   | 41       | Neubau |
| 1990–1993       | Amsterdam                 | Concertgebouw                           |      | IV/P    | 60       | Restaurierung der Orgel von Michael Maarschalkerweerd (1890) |
| 1993            | Essen-Rellinghausen       | St. Lambertus                           |      | III/P   | 35       | Neubau |
| 1995            | Frille                    | Ev.-Luth. Kirche                        |      | II/P    | 27       | → Orgel |
| 1997            | Kasan                     | National Conservatory, Konzerthalle     |      | IV/P    | 59       | Neubau einer Konzertorgel |
| 1998            | Leiden                    | Universität Leiden                      |      |         | 10       | Universitätsorgel |
| 2005            | Amsterdam                 | Westerkerk                              |      | III/P   | 41       | Restaurierung der Orgel von Duyschot (1686) und Christian Vater (1721)                                                                                          |
| 2009–2013       | Hamburg-Altstadt          | Hauptkirche Sankt Katharinen            |      | IV/P    | 61       | weitgehende Rekonstruktion des Zustands von 1720 |
| 2015–2018       | Olkusz                    | Pfarrkirche St. Andreas                 |      | II/P    | 31       | Restaurierung der Orgel von Hans Hummel und Georg Nitrowski, Wiederherstellung des Zustandes von 1611–1631                                                      |
| 2016–2021       | Corvey                    | St. Stephanus und Vitus                 |      | II/P    | 32       | umfassende Restaurierung der Barock-Orgel |
| 2018–2022       | Mölln                     | St. Nicolai                             |      | III/P   | 39       | umfassende Restaurierung der Scherer-Bünting-Orgel |
| 2022–2024       | Osnabrück                 | St. Johann                              |      | III/P   | 44       | Rekonstruktion der Orgel von Eberhard Berner (1787) in neuem Gehäuse; 600 Pfeifen von Berner und 200 von Georg Slegel [1592] erhalten                           |